# Плетенево (Московская область)
Плетенево — деревня в Дмитровском районе Московской области, в составе сельского поселения Якотское. Население — 7 человек (на 2010 год). До 1954 года — центр Плетеневского сельсовета. В 1994—2006 годах Плетенево входило в состав Якотского сельского округа.

## Расположение
Деревня расположена в северо-восточной части района, примерно в 10 километрах к северо-востоку от Дмитрова, на возвышенности Клинско-Дмитровской гряды, по левому берегу реки Якоть, высота центра над уровнем моря 205 метров. Ближайшие населённые пункты — примыкающее на юге Пыхино и Андреянцево в 1,5 километра на запад.

## Население
| 2002 | 2006 | 2010 |
| ---- | ---- | ---- |
| 7    | ↗10  | ↘7   |